# Joan de Leeds
Pour les articles homonymes, voir Leeds (homonymie).
 (février 2019).
Joan de Leeds (anglais: Joan of Leeds) est une moniale anglaise du XIVe siècle. Elle appartenait à l'abbaye bénédictine de Saint-Clément à York, Angleterre. En 1318, elle s'est enfuie de l'abbaye après avoir simulé sa mort. 
L'archevêque d'York, William Melton, demanda le retour de Joan à l'abbaye, mais on ne sait pas si elle y est retournée.

## Histoire
Tout ce que l'on sait sur la vie de Joan vient d'un marginalium d'un des registres de l'archevêque d'York. Selon le marginalium, Joan prétendit être gravement malade, créa un mannequin à la ressemblance de son corps et simula sa mort. Apparemment, plusieurs autres moniales l'ont aidée. Après les funérailles, elle s'est échappée de l'abbaye et est allée poursuivre le chemin de la luxure charnelle, selon les propres mots de l'archevêque. 
On ne sait pas si Joan est revenue à l'abbaye ou si l'archevêque a pris d'autres mesures pour la localiser et la forcer à revenir.